# Schloss Wallsee

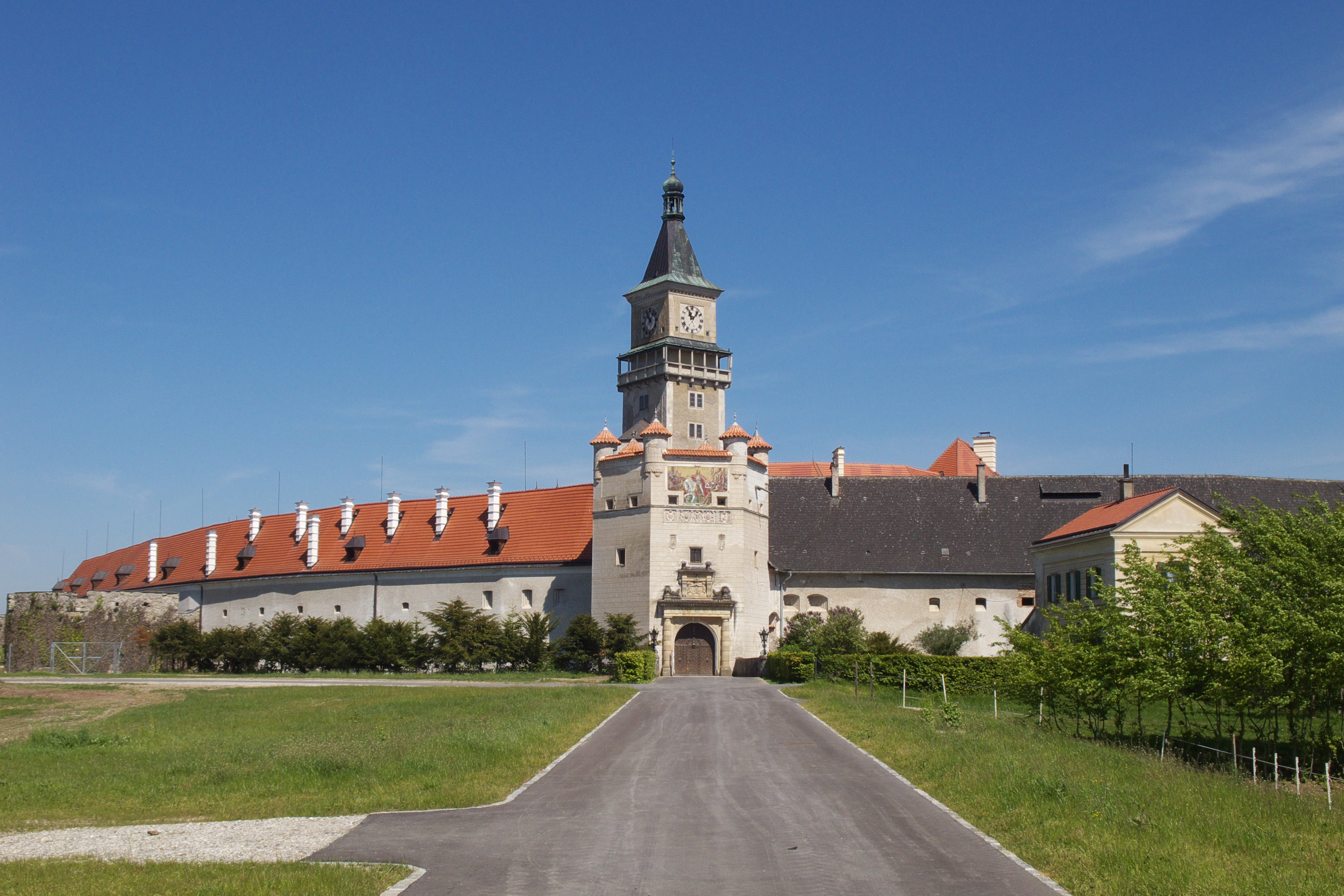
Zufahrt und Torturm

Das Schloss Wallsee ist ein ehemaliger Herrschaftssitz in der Marktgemeinde Wallsee-Sindelburg im Bezirk Amstetten in Niederösterreich.

## Lage
Das Schloss liegt auf einem von Süden hart an die Donau ragenden Sporn der Strengberge. An seiner Basis befindet sich Granit der Böhmischen Masse, die hier – wie auch weiter östlich in der Neustadtler Platte – auch noch südlich der Donau an die Oberfläche reicht, ehe sie unter die Vorlandmolasse und die Alpen abtaucht. Auf dem Granit liegen hier auch relativ harte Molasse-Sandsteine und zuoberst eine Schotterterrasse.

## Geschichte
Das Schloss Wallsee war mit der Wirtschaft des Ortes seit dem Mittelalter und bis etwa 1920 eng verbunden.
Ab 1895 wurde es von Erzherzogin Marie Valerie, einer Tochter von Kaiser Franz Joseph und Elisabeth, mit ihrem Gemahl, Erzherzog Franz Salvator, bewohnt. Am 11. Juni 1895 kauften Marie Valerie und Franz Salvator das Schloss vom damaligen Besitzer Herzog Alfred von Sachsen-Coburg und Gotha und ließen es vollständig renovieren. Nach Fertigstellung hielt das Paar am 4. September 1897 festlichen Einzug in das Schloss an der Donau. In Wallsee herrschte darüber großer Jubel. Am 24. April 1918 heiratete hier ihre Tochter Hedwig von Österreich-Toskana den Grafen Bernhard zu Stolberg-Stolberg (1881–1952); aus dieser Ehe gingen neun Kinder hervor. Das Schloss ist auch heute noch in Familienbesitz und nicht öffentlich zugänglich. Einige Habsburger sind in einer Gruft an der östlichen Außenwand des Chores der Pfarrkirche Sindelburg beigesetzt.